# بلال علوي
بلال العلوي (من مواليد 29 أغسطس 1990)، من تونس، هو لاعب رياضي بارالمبي، يعاني بلال من إعاقة في ضعف البصر. مثل تونس في احداث دورة الألعاب البارالمبية الصيفية 2016 التي أقيمت في ريو دي جانيرو في البرازيل حيث فاز بالميدالية البرونزية في سباق 5000 متر للرجال T13. و اكمل تنافس في سباق 1500 متر للرجال T13 حيث احتل المركز السادس.
وفي بطولة العالم لألعاب القوى لذوي الاحتياجات الخاصة 2017 ألتي اقيمت في لندن بالمملكة المتحدة، فاز المنتخب التونسي بالميدالية الفضية في سباق 5000 متر للرجال T13.